# Xenimpia angusta
Xenimpia angusta är en fjärilsart som beskrevs av Louis Beethoven Prout 1915. Xenimpia angusta ingår i släktet Xenimpia och familjen mätare. Inga underarter finns listade i Catalogue of Life.